# Ian Hancock

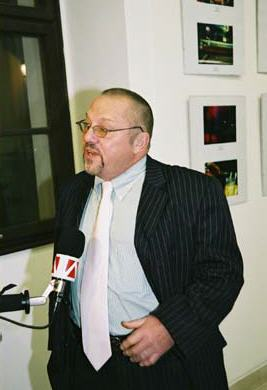
Ian Hancock tijdens een bezoek aan de Amerikaanse ambassade in Bratislava

Ian Hancock (Engeland, 29 augustus 1942), of Yanko le Redžosko in het Romani, is een bekende taalexpert, Romani en mensenrechtenadvocaat. In de jaren negentig introduceerde hij het begrip Porajmos als naam voor de vervolging van de Romani.

## Jeugd
Hanock werd op 29 augustus 1942 in Engeland geboren. De ouders van Hancock zijn beiden Romani, zijn moeder Kitty is een Romnichal, zijn vader Reginald (Redžo) is een Romungre.
Hancock woonde zes jaar in Canada waarna hij in 1961 terugkeerde naar Engeland. Net als de rest van zijn familie maakte hij de middelbare school niet af. Hij woonde in Londen samen met enkele studenten uit Sierra Leone, die hem Krio leerden spreken en schrijven. Dankzij deze kennis en connecties werd hij toegelaten tot de Universiteit van Londen waar hij in 1969 zijn MA haalde, en in 1971 zijn PhD. Hancock was hiermee de eerste Romani die in het Verenigd Koninkrijk een universitaire titel verwierf. Sinds 1972 is hij hoogleraar aan de University of Texas.
Vanaf het eind van de jaren zestig zet hij zich in voor de rechten van de Roma. Een van aanleidingen daartoe was een incident waarbij Roma-kinderen omkwamen toen de woonwagen waarin ze zich bevonden als gevolg van optreden door de Britse politie in brand vloog.
Hancock vertegenwoordigde als eerste de Romani officieel bij de Verenigde Naties, en was lid van de U.S. Holocaust Memorial Council.

## Romani
Hancock heeft in totaal meer dan 300 artikelen en boeken over de Roma en het Romani geschreven. Deze artikelen gingen niet alleen over de taal van de Roma, maar ook over de cultuur, afkomst en geschiedenis (waaronder de Porajmos) van de Roma.
Hij stelt dat de Romani niet allemaal in dezelfde tijd India verlaten hebben en richting Europa trokken. Ook gelooft hij niet dat zij ooit mensen waren uit de laagste kaste van India. Volgens hem waren het mensen die ooit krijgsgevangen werden gemaakt in een oorlog en zo richting Europa gingen. Als bewijs voert Hancock aan dat veel woorden in het Romani een sterke gelijkenis vertonen met militaire termen uit die tijd. Volgens hem lijkt het Romani sterk op het Urdu.
In 1997 werden de Romani in het algemeen en Hancock in het bijzonder onderscheiden met de Noorse Thorolf Rafto-prijs.